# Двухпалатный парламент

Двухпалатные парламенты
Однопалатные парламенты
Однопалатные парламенты с консультативным органом
Парламент отсутствует

Двухпала́тный парла́мент (бикамери́зм, бикамерали́зм, двухпала́тная систе́ма) — структура народного представительства (собрания), например, дума, сейм, парламент и так далее (а иногда и других представительных органов), в некоторых государствах мира, при которой они состоят из двух основных инстанций (палат).

## История
Законодательную власть вместе с главой государства (например, монархом или президентом) осуществляют избранные от населения собрания представителей или представительные учреждения, которые имеют различные названия, например Дума, Сейм, Парламент и так далее, и состав.
Если народное представительство организуется в одно собрание то это — однопалатная система, а если в два равноправные собрания, то это — двухпалатная система.
Палаты народного представительства (думы, сейма, парламента и так далее), различаются по составу, порядку формирования, кругу полномочий. Как правило, одна из палат является верхней, другая — нижней. Это означает, что законы сначала принимаются нижней палатой, а затем поступают на рассмотрение верхней. Члены верхней палаты обычно не имеют права вносить в законопроект изменения, их задача — одобрить либо отклонить его, а свои поправки и законопроекты они так же обязаны представлять сначала в нижнюю палату. На практике это приводит к тому, что более весомой является нижняя палата, так как в ней происходит окончательное формирование каждого законопроекта. Кроме того, обычно именно перед нижней палатой отчитывается национальное правительство. В то же время если у президента или главы правительства есть право распустить парламент, оно, как правило, распространяется лишь на нижнюю палату.
Смысл разделения народного представительства на две палаты может заключаться в:
- необходимости обеспечить как пропорциональное представительство всего населения государства или страны, так и равное представительство отдельных территорий независимо от их размера. Так, в федеративных государствах верхняя палата обычно представляет регионы и состоит из равного числа депутатов от каждого субъекта федерации;
- обеспечении большей осторожности в принятии законодательных решений. Как правило, верхняя палата формируется менее демократическим путём, чем нижняя: для её членов устанавливается более высокий возрастной ценз, она может избираться не напрямую населением, а, например, региональными парламентами, наконец, она вовсе может состоять не из избираемых, а назначаемых лиц. В результате верхняя палата более склонна занимать позиции, близкие исполнительной ветви власти, либо направленные на недопущение резких перемен.

Двухпалатные народные представительства преобладают в государствах Азии, Европы и Америки. Они существуют, в частности, в Бразилии, Аргентине, Мексике, Японии, США, России, Великобритании, Франции, Польше, Испании, большинстве бывших британских колоний.
История знает и многопалатные парламенты (Испания), и парламенты с двумя равноправными палатами (Союз ССР, Швейцария, Румыния).